# Héros du travail
Le titre honorifique « héros du travail » est une distinction de la République démocratique allemande. Cette distinction se présente sous forme d'une médaille. Ce titre a été créé le 19 avril 1950, 50 titres sont délivrés par an. Il se matérialise par une médaille et se concrétise par une somme d'argent pouvant atteindre 10 000 Mark.

## Les conditions de remise
Le titre honorifique « héros du  travail » récompense les actions novatrices dans la construction et le triomphe du socialisme dans l'économie nationale populaire. Il est décerné en particulier, pour des actions dans l'industrie, l'agriculture, le commerce, les découvertes scientifiques ou les inventions techniques.

## Apparence et port de la médaille

### Forme avant 1952

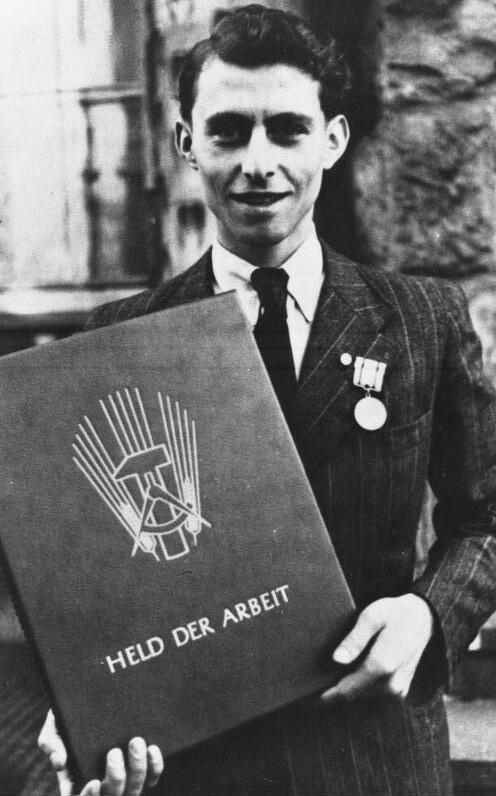
« Héros du travail » avec la première forme de médaille

Les médailles sont argentées, d'un diamètre de 34 mm. Elles représentent sur l'avers un marteau, un compas et trois épis. Deux épis jouxtent le marteau et le compas, le troisième se trouve caché derrière le marteau. En bas, le médaillon est entouré d'un petit anneau, qui  se situe sous l'écriture : « héros du travail » et en haut deux branches de laurier ouvertes vers le haut entourent la médaille. Le revers montre, au centre, la colombe de la paix ainsi que la phrase : République démocratique allemande. La médaille est fixée à l'extrémité d'un ruban blanc large de 30 mm. Sur celui-ci sont tissées deux bandes noires, rouges et or distantes des bords de 5 mm et séparées entre elles. La médaille peut être portée avec le ruban ou grâce à une agrafe rectangulaire.

### Forme après 1952
En 1952 la présentation de la médaille change radicalement. Son ancienne forme est abandonnée, elle est remplacée par une étoile dorée de dimension 34 x 34 mm, le centre de l'étoile est entourée d'une couronne de laurier. Au centre du laurier se trouve un marteau et un compas encadrés de deux épis. Le revers de l'étoile porte l'inscription en cercle : « héros du travail » et jusqu'en 1972, sur le bord supérieur se trouve l'inscription 900 et en bas le nom du fabricant MB (monnaie de Berlin). L'étoile est attachée à une agrafe dorée avec une bande rouge de 31.5 mm de large et haute de 1 cm. Elle est portée sur la poitrine gauche. Quand il y a plusieurs distinctions à porter, ce qui est possible, la deuxième agrafe se positionne à côté de la première.

## Récipiendaires
- 1953 : Fritz Selbmann
- 1964 : Erich Mielke, Willi Stoph
- 1969 : Margot Honecker
- 1976 : Fritz Cremer
- 1980 : Anna Seghers
- 1982 : Markus Wolf
- 1985 : Otto Arndt
- 1986 : Peter Florin
- 1987 : Erwin Strittmatter

## Liens
- Médaille avant 1952

## Référence
- (de) Cet article est partiellement ou en totalité issu de l’article de Wikipédia en allemand intitulé « Held der Arbeit » (voir la liste des auteurs).

1. ↑  Bartel Karpinski, Auszeichnungen der Deutschen Demokratischen Republik, Militärverlag der DDR, 1979, p. 178-179